# Assis à sa droite
Pour plus de détails, voir Fiche technique et Distribution.
Assis à sa droite, parfois À sa droite, (Seduto alla sua destra) est un drame italien réalisé par Valerio Zurlini sorti en 1968. Le film est une allusion à la fin du leader congolais Patrice Lumumba.

## Synopsis
En république du Congo, un leader rebelle est capturé et envoyé en prison. Aux côtés de deux autres prisonniers, il est torturé alors qu'un régime politique nouvellement arrivé au pouvoir s'apprête à décider de son sort.

## Fiche technique
- Titre français : Assis à sa droite ou À sa droite
- Titre original : Seduto alla sua destra
- Titre international : Black Jesus
- Réalisation : Valerio Zurlini
- Scénario : Franco Brusati et Valerio Zurlini
- Photographie : Aiace Parolin
- Musique : Ivan Vandor
- Montage : Franco Arcalli
- Production : Ital-Noleggio Cinematografico, Castoro
- Pays de production :  Italie
- Langue originale : italien
- Durée : 89 min
- Genre : Drame politique
- Dates de sortie : 
  - Italie : 16 mai 1968 en Italie
  - France : mai 1968 au Festival de Cannes 1968 (projection annulée) ; 5 janvier 1972 (sortie nationale en salles)

## Distribution
- Woody Strode : Lalubi
- Jean Servais : le commandant
- Franco Citti : Oreste
- Pier Paolo Capponi : l'officier
- Luciano Catenacci, le sergent
- Stephen Forsyth : un prisonnier
- Inigo Lezzi : un soldat aventurier

## Exploitation
En compétition au Festival de Cannes 1968, le film n'a pas été projeté en raison de l'interruption du festival en soutien aux événements de Mai 68.